# Paul-François Puginier

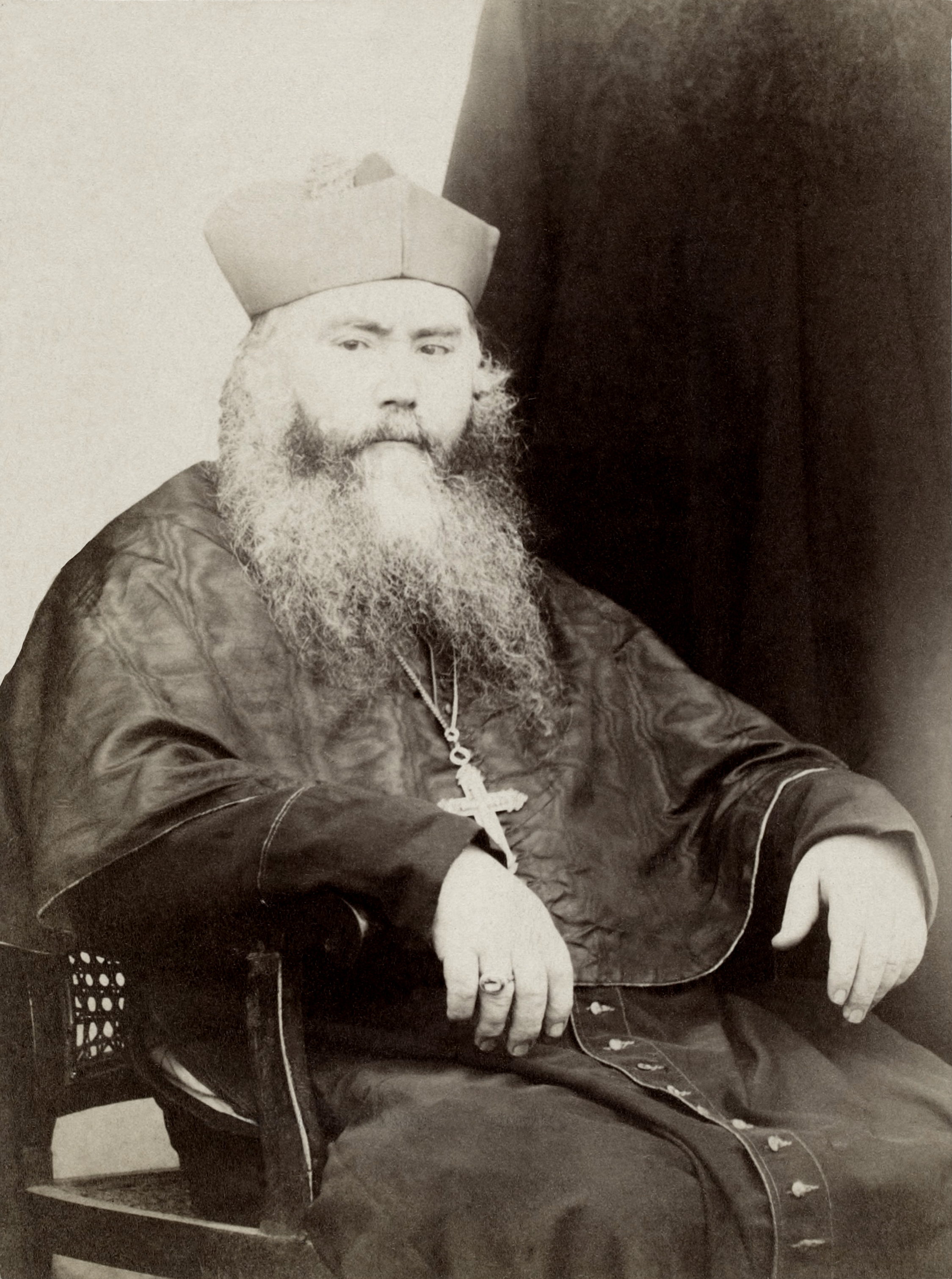
Paul-François Puginier (1888)

Paul-François Puginier MEP (* 4. Juli 1835 in Saix, Département Vienne; † 25. April 1892) war ein französischer römisch-katholischer Ordensgeistlicher und Apostolischer Vikar von West-Tonking.

## Leben
Paul-François Puginier trat der Ordensgemeinschaft der Pariser Mission bei und empfing am 29. Mai 1858 das Sakrament der Priesterweihe.
Am 7. Juni 1866 ernannte ihn Papst Pius IX. zum Titularbischof von Mauricastro und zum Koadjutorvikar von West-Tonking. Der Apostolische Vikar von West-Tonking, Joseph-Simon Theurel MEP, spendete ihm am 26. Januar 1868 die Bischofsweihe; Mitkonsekratoren waren der Apostolische Vikar von Ost-Tonking, Hilarión Alcázar OP, und der Apostolische Vikar von Zentral-Tonking, Manuel Ignacio Riaño OP.
Paul-François Puginier wurde am 3. November 1868 in Nachfolge von Joseph-Simon Theurel MEP Apostolischer Vikar von West-Tonking.